# Zaraou Abdou Bilane
Zaraou Abdou Bilane est une taekwondoïste nigérienne. 

## Carrière
Zaraou Abdou Bilane est médaillée d'argent dans la catégorie des moins de 46 kg aux Championnats d'Afrique de taekwondo 2022 à Kigali,.
Elle remporte la médaille d'or dans la catégorie des moins de 46 kg aux Jeux africains de 2023 à Accra.